# Correspondente Imobiliário
O Correspondente Bancário Imobiliário é uma empresa contratada por instituições financeiras e demais instituições autorizadas pelo Banco Central para a prestação de serviços de atendimento aos interessados em aquisição de imóveis por meio de financiamentos ou outras modalidades de crédito.
Para com as instituições financeiras, os correspondentes podem desempenhar alguns papeis estratégicos como descongestionar agências bancárias, atingir novos segmentos de clientes e expansão geográfica o que contribui para sua expansão no mercado.
Regulamentada pela resolução nº 3.954 do Banco Central, a atividade de correspondente bancário imobiliário tem se expandido cada vez mais no Brasil motivado por diversos fatores como melhoria nas condições dos recursos para o investimento em construção e financiamento habitacional, aumento da renda e da estabilidade macroeconômica sobre os níveis de confiança dos consumidores, necessidade de ampliação da rede de atendimento das instituições financeiras, entre outros.
Possibilitando também a oferta de outros serviços financeiros como, por exemplo, aberturas de contas, empréstimos, seguros, entre outros, os correspondentes imobiliários consistem em uma inovação que reduz os custos e diminui a necessidade de escala na oferta de serviços financeiros, aumentando assim a capacidade de alcance das instituições financeiras.
Para que uma empresa possa se tornar um correspondente imobiliário, deve atender alguns critérios especificados junto a cada instituição financeira a qual se deseje credenciar, assim como atender alguns requisitos para que possa atuar como correspondente bancário como, por exemplo, a necessidade de ter certificações específicas conforme especificado em legislação brasileira ou da instituição a qual se deseje vincular.

## Atuação dos correspondentes bancários imobiliários no mercado
Assim como empresas de diversas áreas de atuação, correspondentes imobiliários também enfrentam diversos desafios no mercado como, por exemplo:
- Cenário econômico
- Burocracia e legislação
- Planejamento
- Vendas
- Prospecção de clientes
- Setor financeiro
- Recursos humanos
- Liderança
- Entre outros

Diante disso, surge a importância da adoção de diferentes abordagens estratégicas como a utilização ou investimento em:
- Tecnologia da informação
- Gestão
- Divulgação e marketing
- Parcerias
- Qualidade no atendimento
- Finanças
- Entre outros

A adoção da tecnologia da informação nas empresas já vem sendo observada na literatura e no cenário mercadológico como essencial tanto no aspecto gerencial como em tarefas administrativas e operacionais.
Conforme apontado por Torquato e Silva, ao esclarecerem a ligação entre tecnologia e estratégia, na criação e renovação de vantagens competitivas e fatores essenciais à sobrevivência das empresas, a tecnologia surge como um elemento chave na busca de peculiaridades que as distingam favoravelmente de seus concorrentes.
Assim, um dos fatores de como a tecnologia impacta o crescimento e atuação das empresas depende de como ela está sendo utilizada. Por exemplo, em muitas empresas de menor porte, alguns dirigentes ainda procuram adotar a tecnologia apenas em atividades administrativas e operacionais.
Nesse aspecto, cabe destacar também o uso da tecnologia na gestão da empresa.
Em empresas recém constituídas, incluindo correspondentes bancários, no começo é normal o administrador ou gestor do correspondente trabalhar bastante no operacional.
Porém com o tempo, é importante procurar terceirizar o operacional para sua empresa o mais breve possível, e procurar atuar na gestão de sua empresa de forma a possibilitar trazer mais negócios como clientes ou parcerias.
Para o caso de correspondentes bancários imobiliários, a utilização de sistemas de gestão podem, por exemplo, contribuir com a centralização do cadastro, controle, gestão, e acompanhamento de clientes, atendimentos, produtos comerciais, processos habitacionais, entre outros.
Ainda no aspecto gerencial e adoção de tecnologia, cabe destacar também a importância da gestão e controle das finanças da empresa.
Outro aspecto importante de abordagem estratégica para um correspondente bancário imobiliário seria a divulgação e marketing de sua empresa. Nesse aspecto, a divulgação da marca ou serviços do correspondente através de redes sociais, canais de anúncios e site pode contribuir para dar mais credibilidade e visibilidade à empresa.
Qualidade no atendimento é outro fator importante de destaque no mercado uma vez que contribui com a criação de valor e proporciona crescimento de receita da empresa.
Dentre outras possibilidades de atuação estratégica, cabe também destacar a adoção de parcerias que, no caso de correspondentes imobiliários, podem ocorrer com corretores de imóveis, construtoras, imobiliárias ou pessoas que indiquem clientes. Nesse aspecto o uso de comissões como reconhecimento ou incentivo pode ser uma prática efetiva.